# Cornelius Nepos
Cornelius Nepos (ca. 100-25 f.Kr.) var en romersk biografiforfatter. Han var formentlig født i landsbyen Hostilia i Gallia Cisalpina, tæt på Verona, men boede som voksen i Rom. Han var ven med forfatterne Catul og Cicero, men hans mest betydningsfulde venskab var med ridderen Titus Pomponius Atticus, som han skrev sin længste og mest kendte biografi om. Derudover skrev han biografier om en række berømte politikere og hærførere.